# ساب بوب
ساب بوب (بالإنجليزية: Sub Pop)‏ هي شركة تسجيلات تأسست عام 1986 على يد بروس بافيت.

## روابط خارجية
- ساب بوب على موقع أول ميوزيك (الإنجليزية)

- الموقع الرسمي
- موقع بروس بافيت
- قناة الشركة على يوتيوب